# Decembrski dež
Decembrski dež je slovenski romantično-dramski film iz leta 1990 v režiji in po scenariju Boža Šprajca. Dogajanje je postavljeno v leto 1968, v središču je ljubezenski trikotnik med brucko Mojco, Vidom in Stanetom.

## Igralci
- Ljerka Belak
- Danilo Benedičič
- Demeter Bitenc
- Marjana Brecelj
- Janez Eržen
- Teja Glažar kot Doris
- Niko Goršič
- Zvone Hribar
- Željko Hrs kot dr. Marko
- Brane Ivanc
- Lidija Jenko
- Iztok Jereb
- Jure Kavšek
- Roman Končar kot Vid
- Franc Markovčič
- Bine Matoh
- Ivanka Mežan kot mati
- Zvezdana Mlakar
- Zoran More
- Vlado Novak
- Maruša Oblak
- Boris Ostan kot Stane Berger
- Saša Pavček
- Igor Pobegajlo
- Miro Podjed
- Radko Polič kot Evgen Berger
- Zoran Predin
- Tonja Rahonc
- Igor Sancin
- Srečo Špik
- Janez Starina kot urednik
- Zlatko Šugman
- Aleksander Valič
- Irena Varga
- Alenka Vidrih
- Alenka Vipotnik
- Vojko Zidar kot Miran
- Metoda Zorčič